# El abandonao
«El abandonao» es una canción de la agrupación mexicana de rock Elefante, incluido en su segundo álbum de estudio Lo que andabamos buscando. La canción fue lanzada en 2003 como el segundo y último sencillo del album.

## Lista de canciones

### CD - Maxi single[6]
| El Abandonao — Single |                     |          |  |
| N.º                   | Título              | Duración |  |
| 1.                    | «El Abandonao»      | 3:34     |  |
| 2.                    | «Sin pedir cuentas» | 4:20     |  |

## Créditos y personal
- Reyli Barba - Vocales, coros, liricas, arreglos, guitarra acústica
- Rafael López Arellano - Guitarra eléctrica, arreglos
- Flavio López Arellano "Ahis" - Guitarra acústica, arreglos
- Luis Portela "Gordito Tracks"- Bajo, teclados, arreglos
- Iván Antonio Suárez "Iguana"- Batería, arreglos

## Posiciones en las listas
| Listas                                     | Posición |
| ------------------------------------------ | -------- |
| Estados Unidos Billboard Hot Latin Tracks  | 8        |
| Estados Unidos Billboard Latin Pop Airplay | 23       |